# 親王宣下
親王宣下（しんのうせんげ）、または内親王宣下（ないしんのうせんげ）とは、皇族の子女に親王および内親王の地位を与えることである。ここでは、主に日本の皇室について記載する。

## 概要

### 古代～近世
律令制の規定では、歴代天皇の直系男系卑属は、一世は親王/内親王、二世孫以下は王/女王の称号を名乗るよう規定されている。本来はこの規定に依り、当人の称号は自動的に確定する。
しかし実際には、平安時代前期にかけて、子女をたくさん儲けた天皇が相次いだことにより、国家がひっ迫したことを受けて、人為的に皇親の人数を抑制する仕組みが取り入れられる。すなわち、出生時は一世子女ではあっても王/女王であり、天皇の宣旨によって、親王/内親王の称号を授けられるようになった、この手続きを親王宣下という。初例は、淳仁天皇の時代にさかのぼる。
基本的には、一世子女から選別して親王宣下をする運用であり、他の王/女王は臣籍降下するが、王/女王のまま生涯を終える例もあった（例：以仁王）。
一方で、二世孫以下の王/女王に対して、親王宣下がなされる例も現れる。初例は、三条天皇の二世孫である敦貞・敦元の両王および儇子・嘉子の両王女である。この四名は、藤原道長と対立して皇位を辞退した小一条院の子女であり、両王は三条天皇の皇子に准じて親王となり、両王女は天皇の養女として内親王の宣下があった。
鎌倉時代以降になると、荘園を経済基盤として自営する皇族が登場し、それが子孫へ世襲されるようになる（宮家のはじまり）。宮家の制度が整備される中で、宮号を継承する当主は世代が何代下っても、時の天皇又は上皇の猶子となることで親王宣下を受けることが慣例化し、皇位を継ぐ正統が途絶えた時に備えることになる（世襲親王家）。

### 近現代
明治維新と前後して、幕末政局の中で還俗した親王が名乗った宮号の取り扱いを巡って、整理が行われる。慶応4年（1868年）閏4月15日、旧来の四宮家は従来通り親王宣下による継承を行い、その他の宮号は一代限りとし、子女は臣籍降下させる方針が打ち出される。しかしその後も、新立の宮号も、親王宣下を経た継承が既成事実化しつつあった。
明治22年（1889年）1月15日、皇室典範が制定され、新立の宮号の継承が認められるとともに、親王宣下の制度は廃止されて、五世孫以下の称号は、世襲親王家の継承者も含めて「王/女王」に固定されることとなった。最後の親王宣下は、明治19年（1886年）5月1日の依仁親王であった。既に親王宣下を受けたものは終身有効とされたが、昭和20年（1945年）5月20日、閑院宮載仁親王の薨去をもって、親王宣下による親王号保有者は不在になった。
昭和22年（1947年）に成立した新皇室典範においても、二世孫までは親王/内親王、三世孫以下は王/女王と、機械的に定められており、親王宣下の制度は定められていない。